# پاملا بلر
پاملا بلر (انگلیسی: Pamela Blair؛ ۵ دسامبر ۱۹۴۹ – ۲۳ ژوئیهٔ ۲۰۲۳) بازیگر و خواننده اهل ایالات متحده آمریکا بود.